# Vorotan (rivière)
Pour les articles homonymes, voir Vorotan.
Le Vorotan (en arménien Որոտան, en azéri Bazarçay) est une rivière de Transcaucasie, un affluent de l'Araxe (rive gauche), donc un sous-affluent de la Koura.

## Géographie
Il prend naissance à la frontière entre l'Arménie et le Haut-Karabagh, puis coule sur 111 km dans ce pays (marz de Syunik) en direction du sud-est, et poursuit son cours dans le Haut-Karabagh avant de se jeter dans l'Araxe à la frontière avec l'Iran. Il a formé sur son cours plusieurs canyons. Il traverse plusieurs villes, dont Sisian, et alimente des centrales hydroélectriques.
Le réservoir d'eau de Spandarian permet de stocker une partie de l'eau du Vorotan pour les besoins de l'irrigation et de la production hydroélectrique. C'est le deuxième réservoir d'eau douce du pays après le lac Sevan.
Au nord de la vallée du Vorotan, ce cours d'eau a donné son nom au col de Vorotan qui permet de relier l'Arménie méridionale au nord et à l'ouest du pays en franchissant la chaîne du Zanguézour.